# Xcode
Xcode je integrisano razvojno okruženje (IRO), koje je razvila kompanija Epl, a sadrži pakete alata za razvoj softvera za macOS, iOS, watchOS i tvOS operativnih sistema.
Prva verzija je izdata 2003. godine, a poslednje stabilno izdanje je verzija 9.2 koja je dostupna na Mac App Store i besplatna je za korisnike macOS High Sierra i macOS Sierra operativnih sistema.
Registrovani softver developeri mogu preuzeti beta verziju i sve prethodne verzije paketa na sajtu Apple Developer.

## Glavne karakteristike
podržava izvorne kodove programskih jezika C, C++, Objective-C, Objective-C++,
Java, AppleScript, Python, Ruby, ResEdit i Swift, sa mnoštvom programskih modela, uključujući Cocoa, Carbon i Java, ali nije ograničen samo na njih.
Nezavisni proizvođači su dodali podršku za GNU Pascal, , , , 
i D.
Zahvaljujući Mach-O izvršnom formatu, koji dozvoljava fat binary datoteke, koje sadrže kod za različite arhitekture, Xcode može da generiše univerzalne binarne datoteke koje dozvoljavaju softveru da se izvršava i na PowerPC i na platformama baziranim na Intel procesorima (x86) i koje sadrže i 32-bitni i 64-bitni kod za obe arhitekture.
Korišćenjem iOS SDK (alata za razvoj softvera), Xcode se takođe može upotrebiti za kompajliranje i debagovanje aplikacija za iOS koje se izvršavaju na procesorima sa  arhitekturom.
Xcode sadrži GKI alat Instruments, koji se izršava povrh radnog okvira za dinamičko praćenje, DTrace-a,
koji je razvila kompanija San Majkrosistems i objavila ga kao deo OpenSolaris operativnog sistema.

### Struktura
Glavna aplikacija programskog paketa je integrisano razvojno okruženje (IRO), poznato kao Xcode. Xcode paket uključuje većinu Eplove razvojne dokumentacije i ugrađeni Interface Builder, aplikaciju koja se koristi za projektovanje grafičkih korisničkih interfejsa (GKI).
Do verzije Xcode 4.1, Xcode paket je sadržao prilagođenu verziju GNU kolekcije kompajlera (GCC). Od verzije Xcode 3.1 do verzije  4.6.3, sadržao je LLVM-GCC kompajler sa čeonim (front-end) programima iz GNU kolekcije kompajlera i generator koda koji za osnovu ima LLVM. Xcode 3.2 i kasnije varijante, sadržale su Clang C/C++/Objective-C kompajler, sa novonastalim čeonim programom (front-end) i generatorom koda koji za osnovu ima LLVM, a sadržao je i Clang statički analizator.
Od verzije Xcode 4.2 Clang, kompajler je postao podrazumevani kompajler, a od verzije Xcode 5.0, Clang je jedini podržani kompajler.
Do verzije  4.6.3, Xcode paket je koristio GNU debager (GDB) kao (back-end) program debagera razvojnog okruženja.
Počevši od verzije Xcode 4.3, ponuđen je i LLDB debager, a od verzije Xcode 4.5 GNU debager je zamenjen LLDB debagerom kao podrazumevanim back-end programom debagera razvojnog okruženja. Od verzije Xcode 5.0, GNU debager se više ne podržava.

### Uklonjene karakteristike
Ranije je Xcode podržavao deljenje procesa izgradnje programa na više sistema. Jedna od korišćenih tehnologija zove se Shared Workgroup Build, i koristila
je Bonjour protokol da automatski pronađe sisteme koji omogućavaju usluge kompajliranja, kao i izmenjenu verziju besplatnog softvera distcc da olakša raspodelu posla. Ranije verzije Xcode-a su podržavale sistem pod imenom Dedicated Network Builds. Ove opcije ne postoje u trenutno podržanim verzijama Xcode-a.
Xcode takođe sadrži Eplove WebObjects alate i programske okvire za generisanje Java veb aplikacija i veb usluga (ranije su prodavane kao zasebne usluge). Od verzije Xcode 3.0, Epl je prekinuo razvoj WebObjects-a unutar Xcode-a - umesto njega bi trebalo koristiti WOLips. Xcode 3 i dalje sadrži WebObjects programske okvire.

## Hronologija verzija

### 1.x serije
Verzija Xcode 1.0 je puštena u jesen 2003. godine. Xcode 1.0 se bazirao na Project Builder-u, ali je imao ažuriran korisnički interfejs (GKI), ZeroLink, Fix&Continue, podršku distribucije bildovanja, i Code Sense indeksiranje.
Sledeće značajnije izdanje, Xcode 1.5, imalo je naprednije dovršavanje koda (od strane programa) i poboljšan debager.

### 2.x serije
Verzija Xcode 2.0 je puštena sa Mac OS X v10.4 „Tiger”. Sadržala je vizuelni programski jezik Quartz Composer, bolje Code Sense indeksiranje i podršku za Ant.
Takođe je sadržala alat Apple Reference Library, koji omogućava pretragu i čitanje onlajn dokumentacije sa Eplovog veb-sajta i dokumentacije instalirane
na lokalnom računaru.
Verzija Xcode 2.1 je mogla da generiše univerzalne binarne fajlove. Podržavala je deljena prekompilacijska zaglavlja, jedinično testiranje meta, uslovne brejkpointe i vočpointe. Takođe je sadržala i bolju analizu zavisnosti.
Poslednja verzija Xcode-a za Mac OS X v10.4 je bila 2.5.

### 3.x serije
Verzija Xcode 3.0 je puštena sa Mac OS v10.5 „Leopard”. Značajne razlike u odnosu na verziju 2.1 obuhvataju debager alat DTrace (sadašnji Instruments), podršku za refaktorisanje, konteksno-senzitivnu dokumentaciju i Objective-C 2.0 sa sakupljanjem smeća.
Takođe podržava snimke fajlova projekata (Project Snapshots)- koji pružaju osnovni način upravljanja izvornim kodom, Message Bubbles - koji prikazuje vrednosti grešaka tokom debagovanja duž koda, kao i generisanje four-architecture fat binary datoteka (32 i 64-bita za Intel i PowerPC).
Xcode 3.1 je verzija u kojoj su ažurirani razvijački alati za Mac OS X, i bila je ista verzija koja je sadržana u iPhone SDK-u. Mogla je da izgradi platforme koje
nisu iz Mac OS X serije, uključujući iPhone OS 2.0. Sadržala je GCC 4.2 i LLVM GCC 4.2 kompajlere. Još jedna karakteristika koja je došla sa verzijom Xcode 3.0 je to što Xcode-ova SCM podrška uključuje Subversion 1.5.
Verzija Xcode 3.2 je objavljena sa Mac OS X v10.6 „Snow Leopard” i nju nije moguće instalirati na ranije verzije OS X-a. Pored ostalih karakteristika, podržava statičku analizu programa. Takođe napušta zvaničnu podršku za izgradnju verzija starijih od IPhone OS 3.0. Međutim, i dalje je moguće izgraditi starije verzije,
a simulator podržava verzije od iPhone OS 2.0 do 3.1. Takođe, Java podrška je „prognana” iz verzije 3.2 ka uredniku.
Xcode 3.2.4 je poslednja verzija koju korisnici Mac OS X v10.6 mogu besplatno preuzeti. Preuzimanje zahteva besplatnu registraciju na sajtu Epl razvijača softvera.

### 4.x serije
Juna 2010, na Epl-ovoj svetskoj konferenciji razvijača softvera najavljena je četvrta verzija tokom Govora o stanju alata za razvijanje softvera. Pored ostalih poboljšanja, četvrta verzija razvijačkih alata ujedinjuje Xcode alate za uređivanje i Interface Builder u jednu aplikaciju.
Epl je 9. marta 2011. objavio završnu verziju Xcode-a 4.0. Softver je bio dostupan besplatno za sve registrovane članove Mac Developer programa (koji košta 99$ godišnje) i iOS Developer programa (99$ godišnje). Takođe je prodavan i onima koji nisu članovi za 4.99$ putem Mac App Store-a (gde više nije dostupan).
Xcode 4.0 je otkazao podršku za mnoge starije sisteme, uključujući celokupan razvoj PowerPC-ja i softverskih razvojnih alata (SDK) za Mac OS X 10.4 i 10.5 i za sve iOS SDK starije od 4.3. Cilj razvoja je i dalje određen kao proizvodnja binarnih fajlova za starije platforme, ali za Mac OS platforme kreiraju se samo binarni fajlovi za x86 i x86-64. Kasnije, Xcode je postao besplatan za širu javnost. Pre verzije 4.1, Xcode je koštao 4.99$.
Xcode 4.1 je 20. jula 2011. (dan izdavanja Mac OS X Lion) postao dostupan besplatno svim korisnicima Mac OS X Lion-a na Mac App Store. Xcode 4.1 je 29. avgusta 2011. postao dostupan na Mac OS X Snow Leopard svim korisnicima koji su pretplaćeni na Mac ili iOS developer programe.  4.1 je poslednja verzija koja je sadržala GNU kolekciju kompajlera, a ne samo LLVM GCC ili Clang.
Verzija Xcode 4.2 je puštena 12. oktobra 2011, istovremeno sa iOS 5.0, i sadržala je mnogo više svojstava i to poboljšanih, kao što su storibording i automatsko brojanje referenci.  4.2 je poslednja verzija koja podržava Mac OS X 10.6 „Snow Leopard”, ali je dostupna samo za registrovane softver developere koji su pretplaćeni; za one bez naloga, 3.2.6 je poslednja dostupna verzija za Snow Leopard.
Verzija Xcode 4.3, puštena 16. februara 2012, distribuirana je kao jedan aplikacioni paket, , koji se instalira sa Mac App Store-a. U verziji Xcode 4.3 meni je preuređen tako da sadrži alate za razvoj. Verzija Xcode 4.3.1 je puštena 7. marta 2012. radi podrške za iOS 5.1. Xcode 4.3.2 je izdat 22. marta 2012. sa poboljšanjima za iOS Simulator i predlogom za promenu GDB debagera u LLDB debager (što nisu dokumentovane promene). Verzija Xcode 4.3.3 koja je puštena maja 2012. godine, istakla se ažuriranim alatima za razvoj softvera (SDK) za Mac OS X 10.7.4 „Lion” i uklonjenim bagovima.
Verzija Xcode 4.4 je izdata 25. jula 2012. Izvršava se i na Mac OS X Lion i na OS X Mountain Lion i ovo je prva verzija -a koja sadrži OS X 10.8 „Mountain Lion” SDK. Xcode 4.4 sadrži podršku za automatsko spajanje deklarisanih atributa, nove karakteristike za Objective-C kao što su sintaksa literala i sabskripting, poboljšana lokalizacija i još dosta toga. Verzija Xcode 4.4.1 je puštena 7. avgusta 2012, sa uklonjenom nekolicinom bagova.
IOS 6 i Xcode 4.5 su pušteni 19. septembra 2012. Xcode je dodao podršku za iOS 6 i 4-inčni Retina ekran na iPhone-u 5 i Ipod touch-u pete generacije. Takođe je uveo neke nove karakteristike u Objective-C-u za iOS, pojednostavljena je lokalizacija i dodata je podrška za automatski raspored za iOS. Verzija Xcode 4.5.1 je izdata 3. oktobra 2012. sa uklonjenim bagovima i poboljšanjima stabilnosti. Manje od mesec dana kasnije, izdata je i verzija Xcode 4.5.2 sa podrškom za iPad Mini i iPad sa Retina ekranom, kao i sa popravkom bagova i poboljšanjima stabilnosti.
Verzija Xcode 4.6 i iOS 6.1 su izdati 28. januara 2013.

### 5.x serije
Verzija 5 Xcode-a je najavljena juna 2013. na Eplovoj svetskoj konferenciji razvijača softvera. Verzija Xcode 5.0 je puštena 18. septembra 2013. Dodata je podrška za iOS 7 SDK, sa stalnom podrškom za OS X 10.8 Mountain Lion SDK ali bez podrške za OS X 10.9 Mavericks SDK (ova podrška je bila sadržana samo u beta verzijama). Takođe je dodata verzija -a koja generiše 64-bitne ARM kodove za iOS 7. Epl je uklonio podršku za generisanje Cocoa binarnih datoteka nastalih radom skupljača smeća.

### 6.x serije
Epl je 2. juna 2014, na Svetskoj konferenciji razvijača softvera najavio verziju 6 Xcode-a. Nove karakteristike obuhvataju Playgrounds, sinhrone debager alate,
i novi programski jezik Swift. Xcode 6 i iOS su istovremeno izdati 17. septembra 2014. Xcode se mogao preuzeti sa Mac App Store-a.

### 7.x serije
Verzija 7 Xcode-a je najavljena 8. juna. 2015. na Epl svetskoj konferenciji razvijača softvera. Predstvljena je podrška za Swift 2 i Metal za OS X kao i podrška za razvoj na iOS uređajima bez Epl licence za softver developere. Verzija Xcode 7 je puštena u javnost 16. septembra 2015.

### 8.x serije
Najavljen je izlazak verzije 8 Xcode-a 13. juna 2016. na Epl svetskoj konferenciji razvijača softvera. Predstavljena je podrška za Swift 3. Xcode 8 je pušten 13. septembra 2016.

### 9.x serije
Verzija 9 Xcode-a je najavljena 5. juna 2017. na Epl svetskoj konferenciji razvijača softvera. Predstavljena je podrška za Swift 4 i Metal 2. Takođe je predstavljeno daljinsko debagovanje iOS i tvOS uređaja preko WiFi-ja. Verzija Xcode 9 je javno puštena 19. septembra 2017.

## Spoljašnje veze
- – Mac App Store
- Apple Developer Connection: Xcode tools and resources
- Release Notes — Archive
- Download
- Test  4.4.x app on jailbroken iPhone/iPad 5.x